# غتشي قشلاق عليا
غتشي قشلاق عليا هي قرية في مقاطعة خدا أفرين، إيران. عدد سكان هذه القرية هو 74 في سنة 2006.